# Aslan Usoyan
Aslan Ûsoyan (tên tiếng Nga: Аслан Усоян; 27 tháng 2 năm 1937 - 16 tháng 1 năm 2013), còn được gọi là " Bố già Hassan "(ngôn ngữ Kurdish: Bapîr Hesen; Nga: Дед Хасан Ded Hasan) là một người dân tộc Kurd Yezidi sinh ra ở Gruzia, là một trùm mafia Nga được biết đến là "kẻ trộm sống theo luật", tuân thủ theo những luật lệ nghiêm khắc của giới mafia ở Nga. Ông ta từng ngồi tù nhiều năm dưới thời Xô Viết cũ vì tội trộm cướp, đầu cơ và chống đối cảnh sát Gruzia, tiếp tục ở Moskva, Ural, Siberia, Uzbekistan, Krasnodar, Sochi, và một số vùng khác của Liên bang Xô Viết cũ. Theo The Economist, ông ta đã được cho là "trùm mafia uy tín nhất của Nga." 
Bắt đầu từ năm 2007, Ûsoyan được lôi kéo vào một cuộc chiến tranh băng đảng với tên cướp Gruzia Tariel Oniani, người đang tìm cách lấy lại quyền lực ở Moskva. Một số kẻ thân cận của Ûsoyan đã bị giết ở Armenia Alek Minalyan, một người chịu trách nhiệm của một công ty xây dựng đang thi công một số công trình chuẩn bị cho Thế vận hội Mùa Đông 2014 ở Sochi. Trong tháng 7 năm 2008, cảnh sát đã có những nỗ lực trong việc giải quyết xung đột giữa các ông trùm tội phạm. Tuy nhiên, Ûsoyan không hề bị bắt. Sau đó, trong cuộc trả lời phỏng vấn của một tờ báo, Ûsoyan từ chối những câu chuyện về việc bạo lực leo thang và nói rằng "Chúng ta là một dân tộc hòa bình và không bận tâm bất cứ ai, chúng tôi cho hòa bình để ngăn chặn tình trạng vô luật pháp".
Vyacheslav Ivankov, một trùm mafia khét tiếng đã tham gia vào hòa giải cuộc xung đột, ông ta đứng về phe Ûsoyan. Tuy nhiên, khi rời khỏi một nhà hàng ở Moskva vào tháng 7 năm 2009, ông ta đã bị một tay súng bắn, và chết sau đó 3 tháng. Mặc dù không tới nhưng Ûsoyan đã gửi một vòng hoa tới tang lễ của Ivankov kèm theo thông điệp "người anh em của chúng tôi từ bố già Hassan".
Tháng 4 năm 2010, Ûsoyan đã bị bắt bởi lực lượng an ninh Ukraina sau khi nhập cảnh bất hợp pháp bằng cách sử dụng các giấy tờ giả mạo. Còn công việc kinh doanh tại Ukraine đã bị cáo buộc là có kết nối với một nhóm tội phạm có tổ chức tại Armenia. Ngày 16 tháng 9 năm 2010, Ûsoyan đã bị bắn bởi một viên đạn cỡ nòng 9mm bởi một kẻ không xác định rõ danh tính ở trung tâm Moskva, nhưng rất may là ông ta đã thoát chết. Nhưng trên báo chí vẫn tung tin rằng Ûsoyan đã chết để bảo đảm cho sự an toàn của ông ta.
Trong đầu những năm 2010, chính quyền tổng thống Obama đã đặt lệnh trừng phạt với các thành viên của tổ chức tội phạm Brothers’ Circle. Nó đã được suy đoán bởi chuyên gia bảo mật Đánh dấu Galeotti Circle cái gọi là một chờ cho mạng Ûsoyan.
Ngày 16 tháng 1 năm 2013, Ûsoyan bị bắn vào đầu bởi một tay bắn tỉa ngồi trên tầng thứ sáu của một căn hộ chung cư liền kề sau khi rời khỏi một nhà hàng phục vụ, và bất chấp những nỗ lực của các vệ sĩ cùng xe cứu thương, ông ta đã chết trên đường đến bệnh viện. Gia đình quyết định đưa xác của Ûsoyan về chôn cất tại Tbilisi, nhưng sân bay quốc tế Tbilisi từ chối cho chiếc máy bay hạ cánh. Cái chết của ông ta được cho là sẽ đưa căng thẳng và bất ổn trong giới tội phạm lên cao, nhất là trong tình hình đầu tư xây dựng cho thế vận hội 2014 được cho là rất hấp dẫn.